# NGC 2637
NGC 2637 is een niet-bestaand object in het sterrenbeeld Kreeft. Het hemelobject werd op 30 oktober 1864 ontdekt door de Duitse astronoom Albert Marth.